# Amerikaanse auto in 2007
Dit artikel geeft een overzicht van alle Amerikaanse en Australische personenwagens die in 2007 op de markt kwamen. De auto's staan alfabetisch gerangschikt per merk.

## Noord-Amerika
| Buick |                  | concern:               | General Motors Verenigde Staten |
| Buick | divisie:         |                        |                                 |
| Buick | merk:            | Buick Verenigde Staten |                                 |
| Buick | model:           | Enclave                |                                 |
| Buick | einde productie: | 2017                   |                                 |
| Buick | productieaantal: | ?                      |                                 |

| Cadillac |                  | concern:                  | General Motors Verenigde Staten |
| Cadillac | divisie:         |                           |                                 |
| Cadillac | merk:            | Cadillac Verenigde Staten |                                 |
| Cadillac | model:           | CTS sedan (2e generatie)  |                                 |
| Cadillac | einde productie: | 2013                      |                                 |
| Cadillac | productieaantal: | ?                         |                                 |

| Cadillac |                  | concern:                  | General Motors Verenigde Staten |
| Cadillac | divisie:         |                           |                                 |
| Cadillac | merk:            | Cadillac Verenigde Staten |                                 |
| Cadillac | model:           | STS                       |                                 |
| Cadillac | einde productie: | ?                         |                                 |
| Cadillac | productieaantal: | ?                         |                                 |

| Callaway |                  | concern:                  | onafhankelijk |
| Callaway | divisie:         |                           |               |
| Callaway | merk:            | Callaway Verenigde Staten |               |
| Callaway | model:           | C16 Speedster/cabriolet   |               |
| Callaway | einde productie: | ?                         |               |
| Callaway | productieaantal: | ?                         |               |

| Chevrolet |                  | concern:                   | General Motors Verenigde Staten |
| Chevrolet | divisie:         |                            |                                 |
| Chevrolet | merk:            | Chevrolet Verenigde Staten |                                 |
| Chevrolet | model:           | Aveo5                      |                                 |
| Chevrolet | einde productie: | ?                          |                                 |
| Chevrolet | productieaantal: | ?                          |                                 |

| Chevrolet |                  | concern:                                        | General Motors Verenigde Staten |
| Chevrolet | divisie:         |                                                 |                                 |
| Chevrolet | merk:            | Chevrolet Verenigde Staten                      |                                 |
| Chevrolet | model:           | Malibu (7e generatie)                           |                                 |
| Chevrolet | einde productie: | 2012                                            |                                 |
| Chevrolet | productieaantal: | ca. 1 miljoen (verkocht in de Verenigde Staten) |                                 |

| Chrysler |                  | concern:                                      | onafhankelijk |
| Chrysler | divisie:         |                                               |               |
| Chrysler | merk:            | Chrysler Verenigde Staten                     |               |
| Chrysler | model:           | Sebring sedan / cabriolet (3e generatie)      |               |
| Chrysler | einde productie: | 2010                                          |               |
| Chrysler | productieaantal: | ca. 230.000 (verkocht in de Verenigde Staten) |               |

| Chrysler Dodge |                  | concern: | onafhankelijk |
| Chrysler Dodge | divisie:         | |               |
| Chrysler Dodge | merk:            | Chrysler en Dodge Verenigde Staten |               |
| Chrysler Dodge | model:           | Grand Caravan (Dodge), Grand Voyager (Chrysler), Town & Country (luxueuzer variant van Chrysler) mpv (5e generatie; de varianten met korte wielbasis – zonder Grand in de naam – waren geschrapt; ook in Europa verkocht als Chrysler Grand Voyager en vanaf oktober 2011 als Lancia Voyager) |               |
| Chrysler Dodge | einde productie: | 2015 (Grand Voyager), 2016 (Town & Country), 2020 (Grand Caravan) |               |
| Chrysler Dodge | productieaantal: | ca. 2 miljoen (verkocht in de Verenigde Staten) |               |

| Dodge |                  | concern:                                  | Chrysler LLC Verenigde Staten |
| Dodge | divisie:         |                                           |                               |
| Dodge | merk:            | Dodge Verenigde Staten                    |                               |
| Dodge | model:           | Avenger sedan (2e generatie)              |                               |
| Dodge | einde productie: | 2014                                      |                               |
| Dodge | productieaantal: | 549.998 (verkocht in de Verenigde Staten) |                               |

| Dodge |                  | concern:                                                  | Chrysler LLC Verenigde Staten |
| Dodge | divisie:         |                                                           |                               |
| Dodge | merk:            | Dodge Verenigde Staten                                    |                               |
| Dodge | model:           | Caliber SRT4 (krachtiger variant van de Caliber uit 2006) |                               |
| Dodge | einde productie: | 2009                                                      |                               |
| Dodge | productieaantal: | 5562                                                      |                               |

| Dodge |                  | concern: | Chrysler LLC Verenigde Staten |
| Dodge | divisie:         | |                               |
| Dodge | merk:            | Dodge Verenigde Staten                                                                                                |                               |
| Dodge | model:           | Viper SRT-10 roadster / coupé / ACR (ZB II; 4e generatie; de ACR-variant was een krachtiger variant voor het circuit) |                               |
| Dodge | einde productie: | 2010 |                               |
| Dodge | productieaantal: | 2766 |                               |

| Ford Mercury |                  | concern: | Ford Motor Company Verenigde Staten |
| Ford Mercury | divisie:         | |                                     |
| Ford Mercury | merk:            | Ford en Mercury Verenigde Staten                                                                               |                                     |
| Ford Mercury | model:           | Escape cuv (Ford; 2e generatie) Mariner (2e generatie; badge-engineered luxueuzer versie van Mercury)          |                                     |
| Ford Mercury | einde productie: | 2010 (Mariner), 2012 (Escape)                                                                                  |                                     |
| Ford Mercury | productieaantal: | ca. 1 miljoen (Escape verkocht in de Verenigde Staten), ruim 100.000 (Mariner verkocht in de Verenigde Staten) |                                     |

| Ford |                  | concern:                                                | Ford Motor Company Verenigde Staten |
| Ford | divisie:         |                                                         |                                     |
| Ford | merk:            | Ford Verenigde Staten                                   |                                     |
| Ford | model:           | Focus coupé / sedan (2e generatie; Amerikaanse variant) |                                     |
| Ford | einde productie: | 2010                                                    |                                     |
| Ford | productieaantal: | ca. 500.000 (verkocht in de Verenigde Staten)           |                                     |

| Ford |                  | concern:                                                                    | onafhankelijk |
| Ford | divisie:         |                                                                             |               |
| Ford | merk:            | Ford Verenigde Staten                                                       |               |
| Ford | model:           | F-250/350 Super Duty tweedeur / tweedeur verlengd / vierdeur (2e generatie) |               |
| Ford | einde productie: | 2010                                                                        |               |
| Ford | productieaantal: | ?                                                                           |               |

| Ford Mercury |                  | concern: | onafhankelijk |
| Ford Mercury | divisie:         | |               |
| Ford Mercury | merk:            | Ford en Mercury Verenigde Staten |               |
| Ford Mercury | model:           | Taurus (Ford; 5e generatie; gefacelifte en hernoemde Five Hundred uit 2004) Sable (5e generatie; badge-engineered luxueuzer versie van Mercury; gefacelifte en hernoemde Montego uit 2004) |               |
| Ford Mercury | einde productie: | 2009 |               |
| Ford Mercury | productieaantal: | ca. 150.000 (Taurus verkocht in de Verenigde Staten), 32.846 (Sable verkocht in de Verenigde Staten)                                                                                       |               |

| Ford |                  | concern:                                         | onafhankelijk |
| Ford | divisie:         |                                                  |               |
| Ford | merk:            | Ford Verenigde Staten                            |               |
| Ford | model:           | Taurus X (2e generatie hernoemde Ford Freestyle) |               |
| Ford | einde productie: | 2009                                             |               |
| Ford | productieaantal: | ca. 50.000                                       |               |

| Honda |                  | concern:     | onafhankelijk |
| Honda | divisie:         |              |               |
| Honda | merk:            | Honda Japan  |               |
| Honda | model:           | Accord sedan |               |
| Honda | einde productie: | ?            |               |
| Honda | productieaantal: | ?            |               |

| Jeep |                  | concern:                                                                                    | Chrysler LLC Verenigde Staten |
| Jeep | divisie:         |                                                                                             |                               |
| Jeep | merk:            | Jeep Verenigde Staten                                                                       |                               |
| Jeep | model:           | Liberty vierdeur-suv (2e generatie) Cherokee (4e generatie; modelnaam buiten Noord-Amerika) |                               |
| Jeep | einde productie: | 16 augustus 2012                                                                            |                               |
| Jeep | productieaantal: | ruim 400.000                                                                                |                               |

| Saturn |                  | concern:                                        | General Motors Verenigde Staten |
| Saturn | divisie:         |                                                 |                                 |
| Saturn | merk:            | Saturn Verenigde Staten                         |                                 |
| Saturn | model:           | Astra sedan/coupé (badge-engineered Opel Astra) |                                 |
| Saturn | einde productie: | 2010                                            |                                 |
| Saturn | productieaantal: | ?                                               |                                 |

| Saturn |                  | concern: | General Motors Verenigde Staten |
| Saturn | divisie:         | |                                 |
| Saturn | merk:            | Saturn Verenigde Staten |                                 |
| Saturn | model:           | Vue (2e generatie; badge-engineered Opel Antara voor Noord-Amerika; na de stopzetting van Saturn als Chevrolet Captiva Sport verkocht, zoals in Latijns-Amerika) |                                 |
| Saturn | einde productie: | 2010 |                                 |
| Saturn | productieaantal: | ? |                                 |

| Scion |                  | concern:                                                                 | Toyota Japan |
| Scion | divisie:         |                                                                          |              |
| Scion | merk:            | Scion Verenigde Staten                                                   |              |
| Scion | model:           | xB vijfdeurhatchback (2e generatie; gelijk aan de Toyota Corolla Rumion) |              |
| Scion | einde productie: | 2015                                                                     |              |
| Scion | productieaantal: | ca. 230.000 (verkocht in de Verenigde Staten)                            |              |

| Scion |                  | concern:                                                                                     | Toyota Japan |
| Scion | divisie:         |                                                                                              |              |
| Scion | merk:            | Scion Verenigde Staten                                                                       |              |
| Scion | model:           | xD vijfdeurhatchback (1 generatie; badge-engineered 2e generatie Toyota Ist / Urban Cruiser) |              |
| Scion | einde productie: | 2014                                                                                         |              |
| Scion | productieaantal: | ca. 103.000                                                                                  |              |

## Latijns-Amerika
| Chevrolet |                  | concern:                                                             | General Motors Verenigde Staten |
| Chevrolet | divisie:         | General Motors do Brasil Brazilië                                    |                                 |
| Chevrolet | merk:            | Chevrolet Verenigde Staten                                           |                                 |
| Chevrolet | model:           | Prisma sedan (1e generatie; variant van de Celta-hatchback uit 2000) |                                 |
| Chevrolet | einde productie: | 2013                                                                 |                                 |
| Chevrolet | productieaantal: | ?                                                                    |                                 |

| Chevrolet |                  | concern:                                                                                                 | General Motors Verenigde Staten |
| Chevrolet | divisie:         | General Motors do Brasil Brazilië                                                                        |                                 |
| Chevrolet | merk:            | Chevrolet Verenigde Staten                                                                               |                                 |
| Chevrolet | model:           | Omega sedan (3e generatie; badge-engineered Holden VE Berlina; in 2009 werd het model niet geïmporteerd) |                                 |
| Chevrolet | einde productie: | 2011 |                                 |
| Chevrolet | productieaantal: | ? |                                 |

| Chevrolet |                  | concern:                                                                             | General Motors Verenigde Staten |
| Chevrolet | divisie:         | General Motors do Brasil Brazilië                                                    |                                 |
| Chevrolet | merk:            | Chevrolet Verenigde Staten                                                           |                                 |
| Chevrolet | model:           | Vectra GT vijfdeurhatchback (3e generatie; badge-engineered 3e generatie Opel Astra) |                                 |
| Chevrolet | einde productie: | 2012                                                                                 |                                 |
| Chevrolet | productieaantal: | ?                                                                                    |                                 |

| Citroën |                  | concern:                           | PSA Peugeot Citroën Frankrijk |
| Citroën | divisie:         | Peugeot Citroën do Brasil Brazilië |                               |
| Citroën | merk:            | Citroën Frankrijk                  |                               |
| Citroën | model:           | C4 Pallas / Sedan (1e generatie)   |                               |
| Citroën | einde productie: | 2014                               |                               |
| Citroën | productieaantal: | ?                                  |                               |

| FIAT |                  | concern:                 | onafhankelijk |
| FIAT | divisie:         | Fiat Automóveis Brazilië |               |
| FIAT | merk:            | FIAT Italië              |               |
| FIAT | model:           | Palio                    |               |
| FIAT | einde productie: | ?                        |               |
| FIAT | productieaantal: | meer dan 100.000         |               |

| Renault |                  | concern:                                                                | Renault Frankrijk |
| Renault | divisie:         | Renault do Brasil Brazilië                                              |                   |
| Renault | merk:            | Renault Frankrijk                                                       |                   |
| Renault | model:           | Sandero vijfdeurhatchback (badge-engineered 1e generatie Dacia Sandero) |                   |
| Renault | einde productie: | ca. 2014                                                                |                   |
| Renault | productieaantal: | ?                                                                       |                   |

## Australië
| Elfin |                  | concern:                                             | onafhankelijk |
| Elfin | divisie:         |                                                      |               |
| Elfin | merk:            | Elfin Australië                                      |               |
| Elfin | model:           | MS8 Streamliner (gebaseerd op de Lotus Seven met V8) |               |
| Elfin | einde productie: | max. 2012                                            |               |
| Elfin | productieaantal: | ?                                                    |               |

| Holden |                  | concern:                                                | General Motors Verenigde Staten |
| Holden | divisie:         |                                                         |                                 |
| Holden | merk:            | Holden Australië                                        |                                 |
| Holden | model:           | Epica sedan (badge-engineered Daewoo / Chevrolet Epica) |                                 |
| Holden | einde productie: | 2011                                                    |                                 |
| Holden | productieaantal: | ?                                                       |                                 |

| Holden |                  | concern:                                                                     | General Motors Verenigde Staten |
| Holden | divisie:         |                                                                              |                                 |
| Holden | merk:            | Holden Australië                                                             |                                 |
| Holden | model:           | Ute pick-up (VE / VF-serie; afgeleid van de 4e generatie Commodore uit 2006) |                                 |
| Holden | einde productie: | 20 oktober 2017                                                              |                                 |
| Holden | productieaantal: | ?                                                                            |                                 |